# Suctobelbella tumida
Suctobelbella tumida är en kvalsterart som beskrevs av Chinone 2003. Suctobelbella tumida ingår i släktet Suctobelbella och familjen Suctobelbidae. Inga underarter finns listade i Catalogue of Life.